# IC 121
IC 121 ist eine Spiralgalaxie vom Hubble-Typ Sbc im Sternbild Walfisch auf der Ekliptik. Sie ist schätzungsweise 406 Millionen Lichtjahre von der Milchstraße entfernt.

Das Objekt wurde am 6. Januar 1894 vom französischen Astronomen Stéphane Javelle entdeckt.